# لیکین-دولیوفو
شهر لیکین-دولیوفو (به روسی: Ликино-Дулёво) در کشور روسیه و در اوبلاست مسکو واقع شده‌است.